# Veïnat de l'Estació (Riudellots)
El Veïnat de l'Estació és un nucli disseminat del municipi de Riudellots de la Selva, a la comarca catalana de la Selva. En el cens de 2006 tenia 91 habitants, el 2013 eren 82- i el 2018 eren 83.